# Kadi Sissoko
Kadiatou Sissoko, detta Kadi (Aubervilliers, 25 gennaio 1999), è una cestista francese, professionista nella WNBA.

## Carriera
È stata selezionata dalle Phoenix Mercury al terzo giro del Draft WNBA 2023 (29ª scelta assoluta).